# Farga de Gaserans
La Farga de Gaserans és una obra de Sant Feliu de Buixalleu (Selva) inclosa a l'Inventari del Patrimoni Arquitectònic de Catalunya.

## Descripció
Edifici aïllat, situat al terme de Sant Feliu de Buixalleu, dintre del barri de Gaserans.
L'edifici està format per tres cossos. El cos del costat dret consta de planta baixa i pis, i té un teulat a doble vessant. El cos central pràcticament inexistent. El cos del costat esquerre consta de planta baixa i pis, amb teulat a doble vessant de teula àrab. Al voltant de la farga hi ha la séquia, un pou i un rec de 4 km.
En una de les façanes, sobre una finestra, apareix inscrita una data: 1797.
Les obertures són d'arc pla.
Els murs són de maçoneria.

## Història
Sembla que l'edicfici data del segle xix i és en aquesta mateixa època quan deixa de funcionar. Tot i així la data inscrita en una de les finestres proposaria una cronologia del segle xviii.